# Крайненский сельский совет
Крайненский сельский совет (укр. Крайненська сільська рада, крымскотат. Teşiy qasaba şurası) — согласно законодательству Украины — административно-территориальная единица в Сакском районе Автономной Республики Крым.
Население по переписи 2001 года — 3022 человека, площадь сельсовета 96 км².
К 2014 году состоял из 3 сёл:
- Крайнее
- Вершинное
- Трудовое

## История
Крайненский сельский совет был образован в 1952 году в составе Сакского района Крымской области РСФСР. 26 апреля 1954 года Крымская область была передана из состава РСФСР в состав УССР. На 15 июня 1960 года в составе совета числились сёла:

| - Вершинное - Киевка - Константиново - Крайнее | - Любимовка - Надеждино - Трудовое |

Указом Президиума Верховного Совета УССР «Об укрупнении сельских районов Крымской области», от 30 декабря 1962 года совет присоединили к Евпаторийскому району. 1 января 1965 года, указом Президиума ВС УССР «О внесении изменений в административное районирование УССР — по Крымской области», Евпаторийский район был упразднён и сельсовет включили в состав Сакского (по другим данным — 11 февраля 1963 года).
К 1968 году было упразднено Константиново, к 1977 году — Киевка и Надеждино. Решением Крымского облисполкома от 16 сентября 1986 года ликвидирована Любимовка.
С 12 февраля 1991 года сельсовет в восстановленной Крымской АССР, 26 февраля 1992 года переименованной в Автономную Республику Крым. С 21 марта 2014 года в составе Крыма аннексирован Россией. Законом «Об установлении границ муниципальных образований и статусе муниципальных образований в Республике Крым» от 4 июня 2014 года территория административной единицы была объявлена муниципальным образованием со статусом сельского поселения.